# Estepa de San Juan
Estepa de San Juan település Spanyolországban, Soria tartományban. Estepa de San Juan Ausejo de la Sierra, Arévalo de la Sierra, Oncala és Castilfrío de la Sierra községekkel határos. Lakosainak száma 13 fő (2024).

## Népesség
A település népessége az elmúlt években az alábbi módon változott:
| Lakosok száma | 15   | 12   | 10   | 10   | 8    | 7    | 7    | 7    | 10   | 13   |
|               | 2001 | 2004 | 2007 | 2009 | 2012 | 2014 | 2017 | 2019 | 2022 | 2024 |